# Belastingvrije som
Een belastingvrije som of belastingvrije voet is het maximale bedrag aan inkomsten waarbij er geen personenbelasting wordt betaald.
Bij inkomstenbelastingstelsels met progressieve schijventarieven hebben personen met een hoog inkomen relatief minder voordeel van de belastingvrije som dan personen met een laag inkomen. Als alternatief bestaat er de heffingskorting, waarbij het voordeel voor hoge en lage inkomens gelijk is. Bij de heffingskorting wordt namelijk niet het belastbaar inkomen verlaagd, maar krijgt de persoon een korting op de te betalen belasting.

## België
Het eerste gedeelte van de belastbare inkomsten in de personenbelasting wordt niet belast. Een inkomen dat lager ligt dan dit bedrag, wordt dus helemaal niet belast. Wie kinderen ten laste heeft, heeft een hogere belastingvrije som.

## Europees Nederland
In Nederland bestond op basis van artikel 53 van de Wet op de inkomstenbelasting 1964 een belastingvrije som. Met de invoering van de Wet inkomstenbelasting 2001 werd deze vervangen door een stelsel van heffingskortingen.

## Caribisch Nederland
In Caribisch Nederland bestaat op basis van artikel 24 van de Wet inkomstenbelasting BES een belastingvrije som van 11.387 dollar (2013) die eventueel wordt verhoogd met een kindertoeslag (1.460  voor 1 kind, 2.920 dollar voor 2 of meer kinderen) of een ouderentoeslag (1.287 dollar).